# مسجد ذي الحليفة

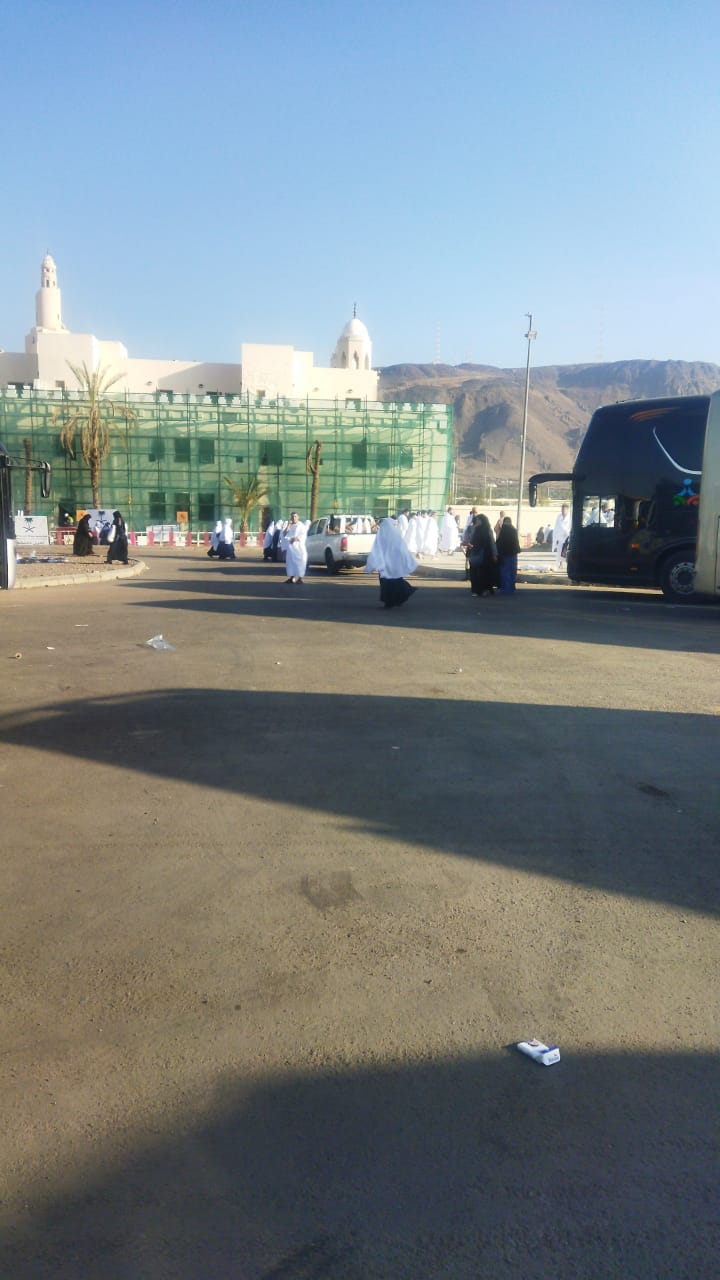
مسجد ذو الحليفة في ابار علي

ذو الحليفة، بضم الحاء وفتح اللام: هو ميقات الإحرام لأهل المدينة والذين يمرون عليه من غير أهلها يحرمون منه، وهو من المواقيت التي حددها النبي ﷺ. ويعتبر أبعد المواقيت عن مكة.

## موقع المسجد
يقع المسجد على الجانب الغربي من وادي العَقِيق، في المنطقة المعروفة باسم «أبيار علي» ويطلق عليه البعض مسمى مسجد أبيار علي -أو آبار علي، ويبعد عن المسجد النبوي قرابة أربعة عشر كيلومترا.

## تاريخ إعمار المسجد
بني المسجد في عهد عمر بن عبد العزيز عندما ولي إمارة المدينة (87:93 هـ)، وجدد في العصر العباسي، ثم جدد في العصر العثماني في عهد السلطان محمد الرابع (1058 هـ: 1099 هـ). وكان المسجد صغيرًا جدًا مبنيًا من اللبن والحجارة، ولم يكن الحجاج والمعتمرون في المواسم يجدون راحتهم فيه، فأمر الملك فيصل بن عبد العزيز بتجديده وتوسعته.
ومع زيادة عدد الحجاج والمعتمرين تم مضاعفة حجمه عدة أضعاف، وتزويده بالمرافق اللازمة؛ فأصبح المسجد محطة متكاملة للمسافرين؛ فقد بُني على شكل مربع مساحته 6.000 متر مربع، ويتكون من مجموعتين من الأروقة تفصل بينهما ساحة واسعة مساحتها ألف متر، وله أقواس تنتهي بقباب طويلة يبلغ ارتفاعها عن الأرض 16 م، ويتسع المسجد لـ 5000 مصل على الأقل، وللمسجد مئذنة متميزة على شكل سلم حلزوني ارتفاعها 62 مترًا.
وتتصل بالمسجد مباني الإحرام والوضوء، كما بني من جهته الشرقية سوق لتأمين حاجات الحجاج، وأنشئت في الجهة الغربية منه مواقف سيارات وحديقة نخل واسعة.

## التسميات

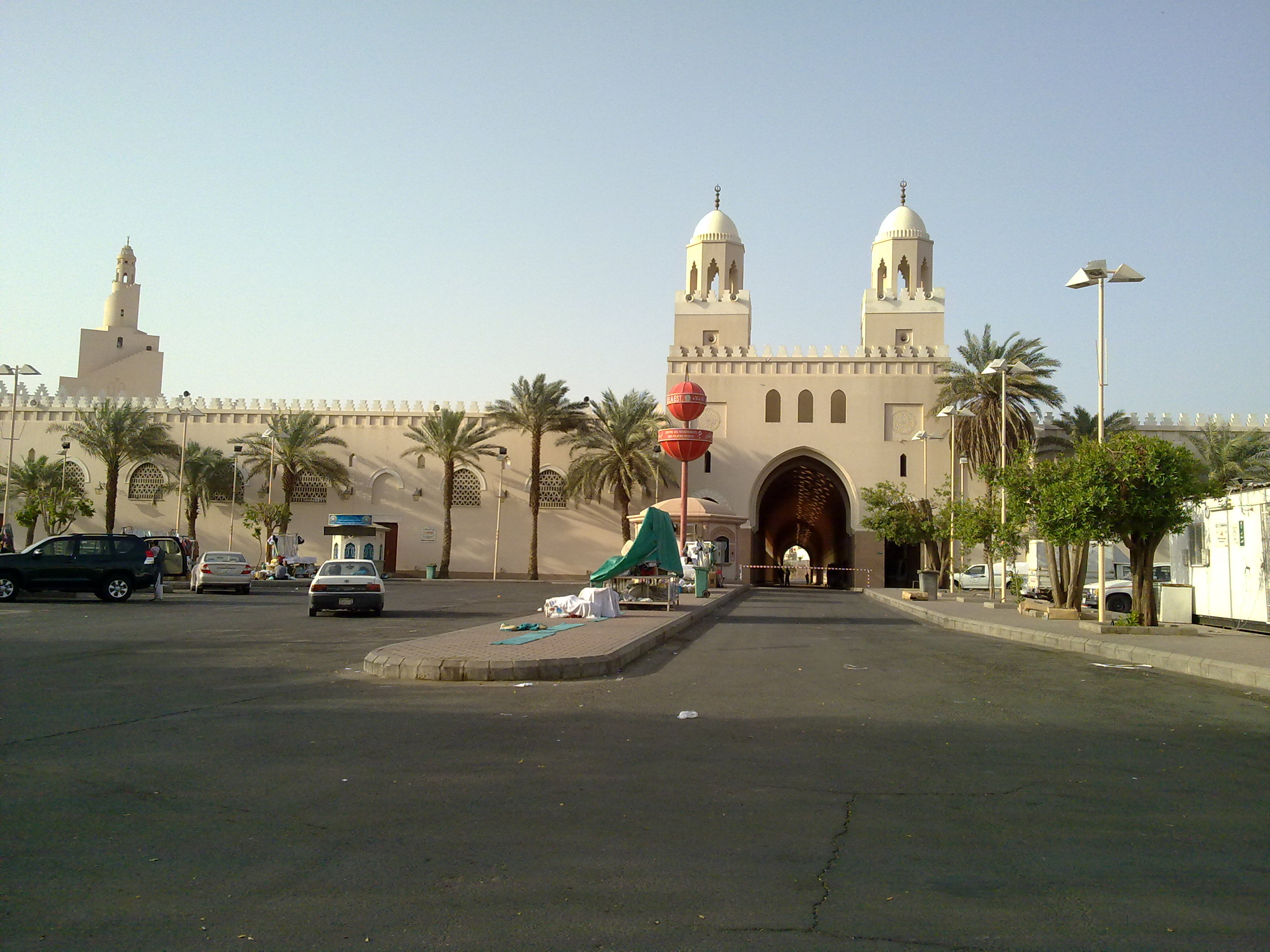
ميقات أهل المدينة المنورة، يسمى أبيار علي أو آبار علي أو ذا الحليفة

يطلق الناس على هذا الموضع الكثير من الأسماء وهي:
ذو الحليفة - مسجد الشجرة - مسجد الميقات - أبيار علي أو آبار علي - ميقات الإحرام - الإحرام - المحرم، كما يعرف أيضاً بـ الحسا.

### ذو الحليفة
اسمه ذو الحليفة وهي تصغير الحلفة وهي (مفردة) نبات الحلفاء النبات المعروف.

### مسجد الشجرة
كما عرف هذا المسجد بمسجد الشجرة لأن النبي ﷺ عند خروجه إلى مكة للعمرة أو الحج كان ينزل تحت ظل شجرة في هذه الناحية يصلي، ثم يهل محرماً يريد العمرة أو الحج.

### مسجد الميقات
كما يسميه البعض مسجد الميقات لأنه أحد المواقيت (الأمكنة) الخمسة التي عينها النبي ﷺ ليحرم منها من أراد الحج أو العمرة.

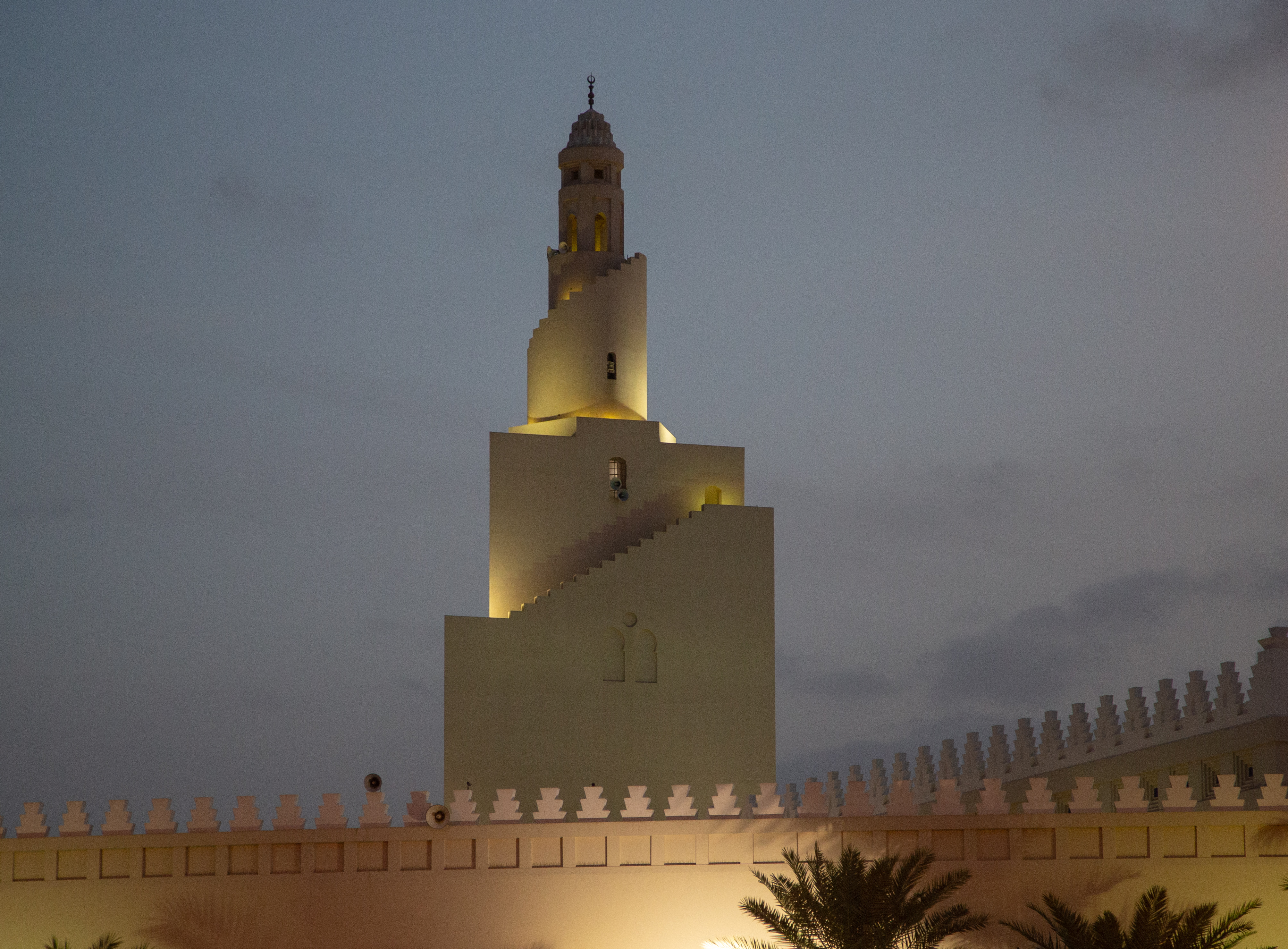
منارة مسجد الميقات

### أبيار علي
ويسميه بعض العامة أبيار علي أو آبار علي، وهناك قولان لهذة التسمية وهي:
- لأن عليا أمير المؤمنين قاتل الجن بها، وعلى قول ابن تيمية فإن الجن لم يقاتلهم أحد من الصحابة ويدعي أنه لا فضيلة لهذا البئر، ولا مذمة، ولا يستحب أن يرمى بها حجرًا ولا غيره.
- وقال البعض أن سبب التسمية (أبيار علي) الاسم المشهور بالمدينة، إنما هو نسبة لعلي بن دينار والي دارفور في ذلك الوقت.

الا أن هذا غير صحيح ؛ فإن علي دينار (وهو سلطان دارفور) المنسوب ذلك الاسم له جاء إلى الميقات عام 1898م حاجاً (أي منذ حوالي مائة عام)، فوجد حالة الميقات سيئة، فحفر الآبار للحجاج ليشربوا منها ويُطعمهم عندها، وجدد مسجد ذي الحليفة، ذلك المسجد الذي صلى فيه النبي ﷺ وهو خارج للحج من المدينة المنورة، وأقام وعمّر هذا المكان، ولذلك سمي المكان بأبيار علي نسبة لعلي بن دينار.
الجواب الذي لا يختلف فيه اثنان : أن هذا الاسم معروف مذكور ومنثور في بطون الكتب قبل ولادة علي دينار بمئات السنين. 
قمثلاً في كتاب تاريخ المستبصر لعالم القرن السادس الهجري جمال الدين يوسف بن المجاور الشيباني، وأيضاً في كتاب نزهة الناظرين في تاريخ مسجد سيد الأولين والآخرين لمفتي الشافعية في زمانه بالمدينة المنورة العلامة السيد جعفر بن إسماعيل البرزنجي تم ذكر نسب "أبيار علي" الى الامام علي ابن ابي طالب رضي الله عنه.
وأيضاً قد ذكره ابن تيمية (المتوفى سنة 728) وقال : في فتاواه (26/99) (فذو الحليفة : هي أبعد المواقيت، بينها وبين مكة عشر مراحل، أو أقل أو أكثر بحسب اختلاف الطرق، فإن منها إلى مكة عدة طرق، وتسمى وادي العَقِيق، ومسجدها يسمى مسجد الشجرة، وفيها بئر، تسميها جهال العامة : «بئر علي»، لظنهم أن عليا قاتل الجن بها، وهو كذب، فإن الجن لم يقاتلهم أحد من الصحابة، وعليٌّ أرفع قدرًا من أن يثبت الجن لقتاله، ولا فضيلة لهذا البئر، ولا مذمة، ولا يستحب أن يرمى بها حجرًا ولا غيره.)
ثمّ نحن جديرون بإحياء ما نطق به سيّد الخلق بتسمية الميقات باسمه الذي سمّاه رسول الله، فهو (ذو الحليفة)
- قال الشيخ بكر أبو زيد – - : وما بني على الاختلاف فينبغي أن يكون محل هجر وفراق، فلنهجر التسمية المكذوبة ولنستعمل ما خرج التلفظ به بين شفتي النبي - صلى الله عليه وسلم - ولنقل : ((ذو الحليفة)).[3]

وما ذكره الشيخ –- عين الصواب فما هجر اسم صحيح إلاّ وحلّت تسمية محدثة، فينسى الأصل ويشتهر المحدث، بل وينكر على من أحيا الأصل أحيانا، وهذا كحال السنن والبدع، فما حلّت بدعة إلاّ وهجرت سنة، حتى تتلبّس البدعة بصورة السنة والعكس. والله المستعان

## إيضاح عن مسجد المعرس
قال البعض بأن مسجد "المعرس هو مسجد ذي الحليفة، وهذا غير صحيح فمسجد المعرس يقع في جنوب شرق مسجد ذي الحليفة وبمسافة 100 م تقريبا عن سور المسجد الحالي، حيث يقع هذا المسجد على طرف وادي العَقِيق وهو واد مبارك.

## وصلات خارجية
- ذو الحليفة وآبار علي بالمدينة المنورة والمفهوم الصحيح لها.